# Häljasjön
Häljasjön är en sjö i Lunds kommun i Skåne och ingår i Kävlingeåns huvudavrinningsområde. Sjön har en area på 0,165 kvadratkilometer och ligger 22 meter över havet. Vid provfiske har bland annat abborre, braxen, gers och groplöja fångats i sjön.

## Delavrinningsområde
Häljasjön ingår i det delavrinningsområde (617561-135621) som SMHI kallar för Mynnar i Kävlingeån. Medelhöjden är 48 meter över havet och ytan är 47,63 kvadratkilometer. Räknas de 8 avrinningsområdena uppströms in blir den ackumulerade arean 238,96 kvadratkilometer. Klingavälsån som avvattnar avrinningsområdet har biflödesordning 2, vilket innebär att vattnet flödar genom totalt 2 vattendrag innan det når havet efter 47 kilometer. Avrinningsområdet består mestadels av skog (29 procent), öppen mark (14 procent) och jordbruk (47 procent). Avrinningsområdet har 0,53 kvadratkilometer vattenytor vilket ger det en sjöprocent på 1,1 procent. Bebyggelsen i området täcker en yta av 3,1 kvadratkilometer eller 7 procent av avrinningsområdet.

## Fisk
Vid provfiske har följande fisk fångats i sjön:
- Abborre
- Braxen
- Gärs
- Groplöja
- Gädda
- Mört
- Ruda
- Sarv
- Sutare